# Connie Palmen
Aldegonda Petronella Huberta Maria Palmen, alias Connie Palmen es una escritora neerlandesa nacida el 25 de noviembre de 1955.
Palmen comenzó su carrera como escritora con la novela De wetten (1990). Su traducción al inglés, The Laws fue finalista del  International IMPAC Dublin Literary Award en su edición de 1996.
Su segunda novela, De vriendschap (1995), se publicó en España con el título La amistad el año siguiente y en los Estados Unidos con el título The Friendship en 2000.
Palmen mantuvo una relación con Ischa Meijer durante los años previos a la muerte de este, acaecida en 1995. A partir de 1999 convivió con el político Hans van Mierlo, del partido D66. La pareja se casó el 11 de noviembre de 2009. Mierlo murió el 11 de marzo del año siguiente.

## Obras publicadas
- 1991 De Wetten
- 1995 De Vriendschap (publicada en España como La amistad en 1996)
- 1998 I.M.
- 1999 De Erfenis
- 2002 Geheel de uwe
- 2007 Lucifer